# Marie Amalie Dorothea Völter
Marie Amalie Dorothea van Reenen- Völter (Esslingen am Neckar, 5 maart 1854 - Bergen, 10 juli 1925) was een in Duitsland geboren Nederlands burgemeestersvrouw, tuinarchitect, schooldirecteur, onderwijsdeskundige en publiciste. Zij leverde een belangrijke bijdrage aan de ontwikkeling van het Noord-Hollandse Bergen als badplaats en verblijfplaats voor kunstenaars.

## Leven en werk
Völter, dochter van de hoogleraar Daniël Völter en Cathrina Louise Pauline Eitel, kwam als gouvernante naar Bergen in het gezin-Van Reenen. Daar werd de oudste zoon verliefd op haar en ze trouwden op 28 september 1882 te Esslingen. Jacob van Reenen (1859-1951), lid van de familie Van Reenen, was voorbestemd om zijn vader, Jan Jacobus Henricus van Reenen (1821-1883) als heer van Bergen op te volgen. Tevens was geregeld dat hij bij de pensionering van de toenmalige burgemeester van Bergen, Samuel Cornelis Holland, ook dat ambt zou gaan bekleden. Al binnen een half jaar na hun huwelijk overleed haar schoonvader. Vanwege zijn jonge leeftijd duurde het tot 1885 voor Jacob benoemd kon worden tot burgemeester van Bergen.
Völter heeft in de periode van het burgemeesterschap van haar man een belangrijke bijdrage geleverd aan het sociale en culturele klimaat van Bergen.
- Zij was de oprichtster van de huishoud- en industrieschool te Alkmaar, waarvan ze gedurende zes jaar onbetaald directrice was en waar ze ook diverse lessen verzorgde. Ook in andere plaatsen in Nederland hield zij een pleidooi voor het oprichten van huishoudscholen.[2]
- Samen met haar man nam zij het initiatief tot de aanleg van de badplaats Bergen aan Zee. De aanleg werd bekostigd door de opbrengsten van de door hen gestichte landbouwnederzetting op hun grondgebied.[3]
- Zij publiceerde in 1903 De heerlijkheid Bergen in woord en beeld, waarmee zij Bergen op de kaart zette als een aantrekkelijke plaats voor kunstenaars om er te wonen en te werken.
- In 1909 kon, mede door haar inspanningen, de tramlijn naar Bergen doorgetrokken worden naar Bergen aan Zee.
- Zij was de grondlegster van wat later het gemeentelijk museum Sterkenhuis in Bergen zou worden.
- Zij zorgde voor de maaltijdverstrekking aan ondervoede kinderen in Bergen tijdens de Eerste Wereldoorlog.
- In 1918 stichtte zij een kerkje in Bergen aan Zee vanuit een voor die tijd opmerkelijke oecumenische opvatting, niet gebonden aan een kerkgenootschap en bedoeld als een appel voor duurzame vrede in Europa. Diverse kunstenaars, die in Bergen een toevluchtsoord hadden gevonden, verleenden hun medewerking bij de vormgeving. Het kerkje werd na haar overlijden ondergebracht in de Marie Amalie Dorothea Stichting.

In Bergen aan Zee staat een herinneringsmonument met het borstbeeld van Marie Amalie Dorothea Völter, gemaakt in 1926, een jaar na haar overlijden, door de beeldhouwer Tjipke Visser.

## Bergens 'volkslied'
Völter was de schrijfster van het het liedje van den Bergenaar, op muziek gezet door Philip Loots.
De laatste strofe van dit lied luidt als volgt:
Heil Bergen, heil het dorpje klein,
Daar aan der duinen rand;
Zoo lief'lijk, zoo vol zonneschijn, 
Is geen in 't heele land.